# تلکس

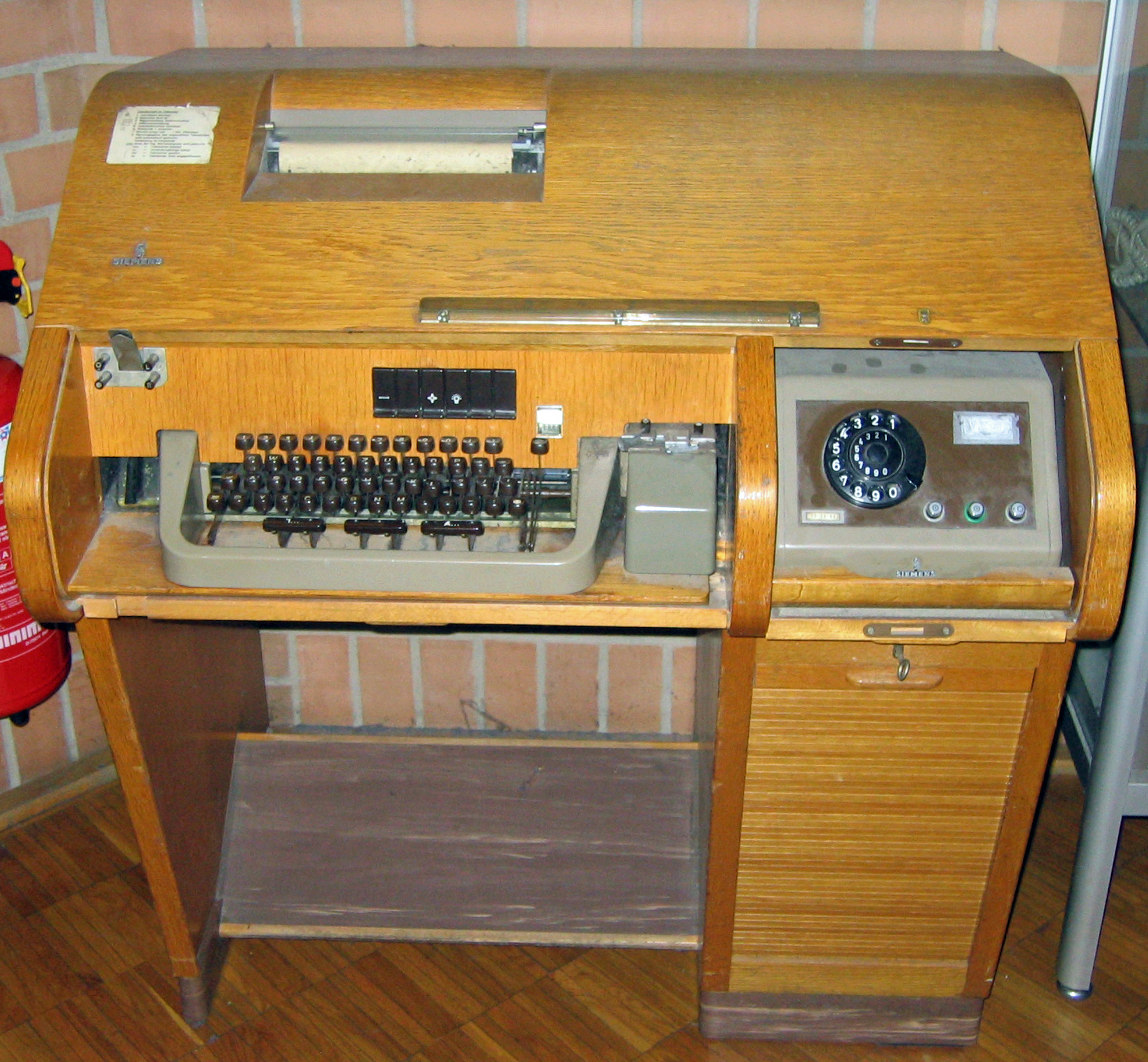
دستگاه تلکس زیمنس به نام "تی۱۰۰"

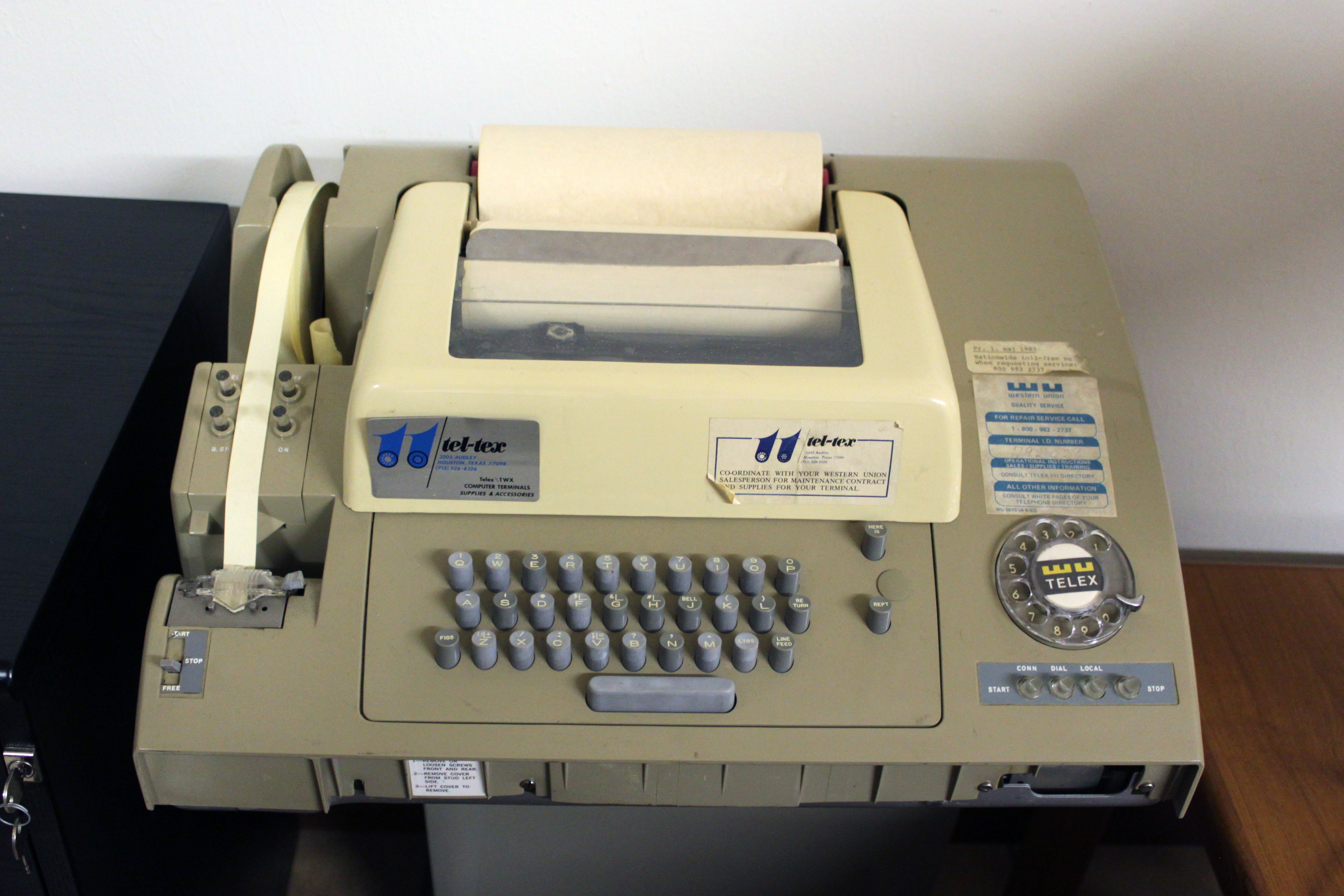
دستگاه تلکس تله تایپ ۳۲

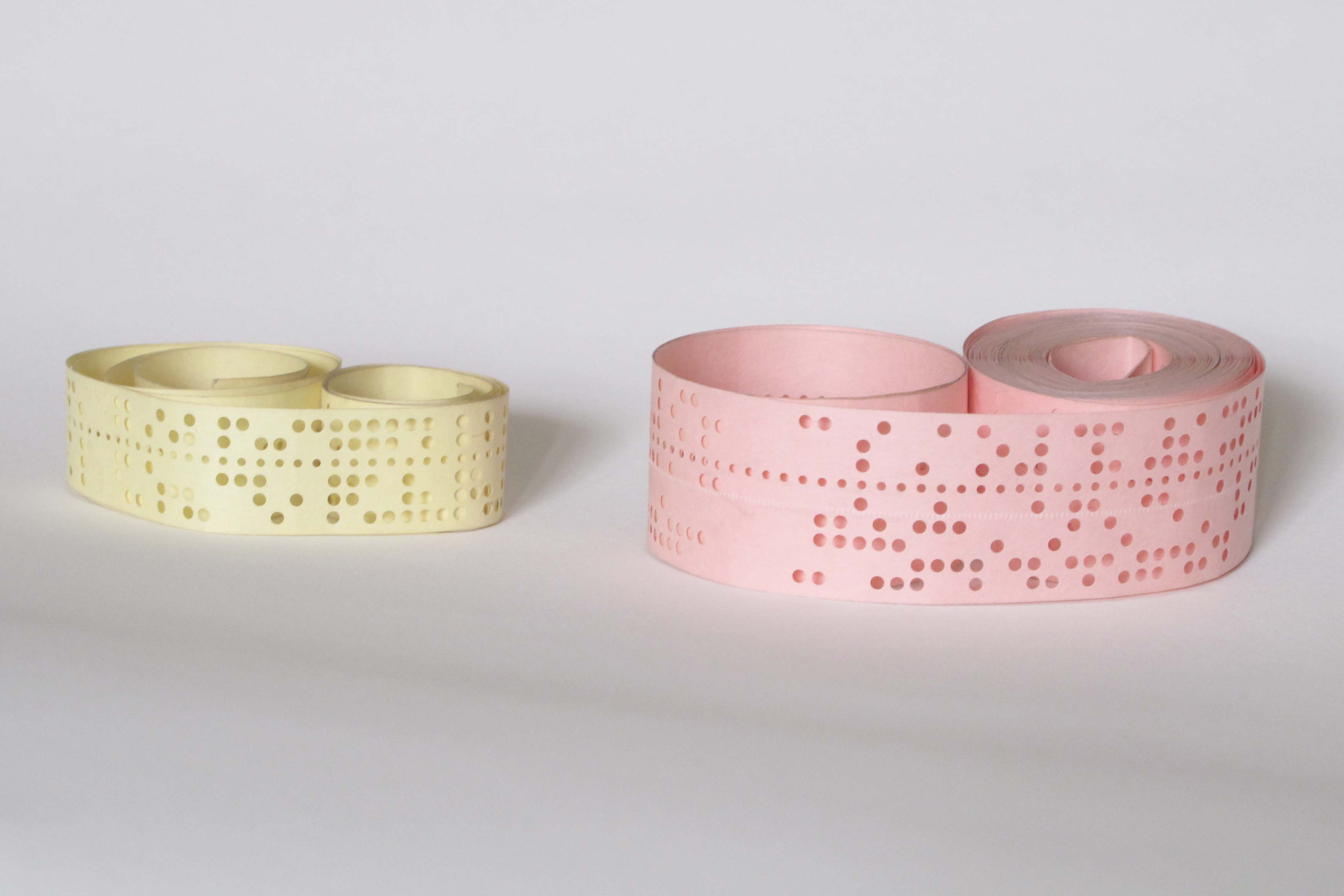
نوار پانچ حامل متن مورد ارسال

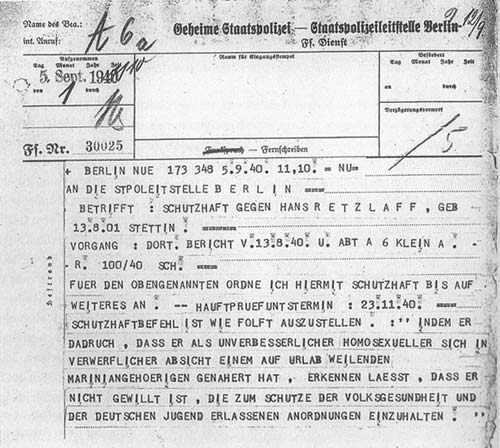
تلکس پلیس مخفی آلمان گشتاپو (سال ۱۹۴۰) با سربرگ و مشخصات ویژه سندیت

تلکس (از انگلیسی، مخفف Teleprinter Exchange) از قدیمی‌ترین وسایل الکترونیکی ارتباط نوشتاری راه دور است که در دهه ۱۹۳۰ میلادی ساخته و عرضه شد و در اواخر قرن بیستم، با به بازار آمدن دستگاه دورنگار (تله فاکس) و ایمیل جایگاه خود را تا حد زیادی از دست داد. تلکس پیوسته در اختیار سازمانها، موسسه‌های بازرگانی، رسانه‌ها و ادارات دولتی ماند و بخاطر بهای سنگین و قوانین رایج بخش مخابرات جنبه همگانی نیافت. یکی از ویژگی‌های مهم تلکس ایمنی بالای انتقال داده‌ها است و این امر هنوز مورد توجه مصرف‌کنندگان می‌باشد. در سامانه و شبکه تلکس گذرواژه به معنی امروزی وجود ندارد و بخش ایمنی اطلاعات گیرنده و فرستنده به وسیلهٔ سازمان‌های مخابرات به وسیلهٔ شماره یا آدرس تلکس و کدهای ثابت سازماندهی می‌شود و به راحتی قابل تغییر نیست. در رابطه با ایمنی این سامانه می‌توان گفت که تا به حال جعل اطلاعات تلکس کمتر دیده شده و نامه‌های انتقالی با این وسیله پیوسته «محکمه پسند» محسوب می‌شوند.

## تاریخچه
ساخت تلکس در سال ۱۹۲۶ میلادی در آلمان به عنوان پروژه تحقیقاتی آغاز شد و در سال ۱۹۳۳ به پایان رسید. سیستم‌های ابتدایی با سرعتی معادل ۵۰bd یا ۶۶ کلمه در دقیقه کار می‌کردند. در سال‌های بعد شرکت‌های آلمانی به خصوص زیمنس، کانادایی، آمریکایی و اروپایی این تکنولوژی را تکمیل نموده و زیر ساختار بین‌المللی شدن آن را مهیا ساختند. از نخستین مصرف‌کننده‌های این سامانه می‌توان شرکت‌های راه‌آهن را نام برد.

## سیستم انتقال
شبکه‌های تلکس داخلی و بین‌المللی از سیستم کد CCITT مخفف (Comité Consultatif International Téléphonique et Télégraphique) استفاده می‌کنند. این ساختار «انتقال سیگنال‌های اخباری» از سرعت بسیار پایینی برخوردار است. در ابتدا دستگاه‌های تلکس حافظه ذخیره نداشتند و سرعت انتقال «اخبار» تابع مطلق سامانه مکانیکی بود. یعنی سرعت انگشتان شخص نویسنده بروی تخته کلید و سرعت نوشتن دستگاه گیرنده، سرعت کل سیستم را تعیین می‌کرد. در نیمه دوم قرن بیستم نوار پانچ (نوار مشبک) عامل انتقال نسبتاً سریع تر داده‌ها گشت و بدین طریق سرعت سامانه به‌طور قابل توجهی بالاتر رفت.

## مصرف امروزی
تلکس به خاطر ایمنی بسیاربالا، مقاوم بودن در برابر هکرها (ولی نه در برابر سازمان‌های جاسوسی و شنود رسمی)، پارازیت‌های مغناطیسی، دریافت رسید محکمه پسند و غیره هنوز مورد استفاده قرار می‌گیرد و مصرف‌کنندگان آن اغلب سفارت خانه‌ها، فرودگاه‌ها، شرکت‌های ترابری و راه‌آهن، رسانه‌های ارتباط جمعی، ارتش و سازمان‌های وابسته نظامی هستند. تلکس هنوز در سازمانهای کنترل و ایمنی پرواز هواپیماها (مثلاً برج مراقبت پرواز) سیستم استاندارد به شمار می‌آید.